# جونیور استانیسلاس
جونیور استانیسلاس (انگلیسی: Junior Stanislas؛ زادهٔ ۲۶ نوامبر ۱۹۸۹) یک بازیکن فوتبال اهل بریتانیا است.